# Universität Rouen
Die Universität Rouen (französisch: Université de Rouen) ist eine staatliche Universität in der nordfranzösischen Hafenstadt Rouen im Département Seine-Maritime mit etwa 24.300 Studenten. Beschäftigt werden etwa 3600 Beamte und Angestellte, darunter 1371 Hochschullehrer.

## Geschichte
Die Universität geht auf eine Collège de Médecine aus dem Jahre 1605 zurück, und diesem wurden zwischen 1841 und 1968 verschiedene Fakultäten angegliedert. 1966 wurde die Hochschule nach einer Abspaltung von der Universität Caen zur staatlichen Universität ernannt. Im gleichen Jahr wurde das IUT de Rouen gegründet, es ist damit eines der ältesten in Frankreich. Die Fakultäten Psychologie und Rechtswissenschaften folgten 1968. 1999 wurde der wesentlich erweiterte medizinisch-pharmazeutische Campus Martainville eingeweiht und 2010 nochmals vergrößert. CESAR Rouen wirkt auf eine zunehmende Verflechtung mit anderen in Rouen ansässigen Bildungseinrichtungen hin.
Heute besteht sie aus den sechs Fakultäten (Unité de formation et de recherche, UFR)
- UFR Lettres et Sciences Humaines (Campus Mont-Saint-Aignan)
- UFR Sciences de l'Homme et de la Société (Campus Mont-Saint-Aignan)
- UFR Droit, Sciences Économiques et Gestion (Campus Rouen Pasteur)
- UFR Médecine et Pharmacie (Campus Rouen Martainville)
- UFR Sciences et Techniques (Campus Saint-Étienne-du-Rouvray Le Madrillet)
- UFR Sciences du Sport et Éducation Physique (Campus Mont-Saint-Aignan)

des Weiteren aus den vier Instituten
- Institut universitaire de technologie de Rouen (Campus Mont-Saint-Aignan)
- Institut universitaire de technologie d'Évreux (Campus Évreux)
- Institut d'administration des entreprises (Campus Rouen Pasteur)
- Institut de préparation à l'administration générale (Campus Rouen Pasteur)

sowie sechs écoles doctorales.
Präsident (Rektor) der Universität ist seit 2007 Professor Cafer Özkul.

## Alumni
- Hamidou Arouna Sidikou (1946–2015), Geograph und Politiker
- Yves Bot (1947–2019), Jurist
- Benoît Duteurtre (1960–2024), Musikkritiker und Schriftsteller
- Annie Ernaux (* 1940), Schriftstellerin
- Michaël Fœssel (* 1974), Philosoph
- Yves Gambier (* 1949), Linguist
- Aliou Mahamidou (1947–1996), Industrieller und Politiker
- Peter Zangl (* 1946), Ökonom